# Krittapak Udompanich
Krittapak Udompanich (กฤตภัค อุดมพานิช), noto anche con lo pseudonimo di Boom (บูม) (Bangkok, 12 gennaio 2001), è un attore thailandese, conosciuto in particolare per il ruolo di Tee in Make It Right: The Series - Rak ok doen.

## Biografia
Comincia la sua carriera televisiva nel 2016, quando viene scelto tramite Instagram per interpretare Tee, uno dei protagonisti di Make It Right: The Series - Rak ok doen, in coppia con Peemapol Panichtamrong (Peak); i due reciteranno fianco a fianco anche nel film Enough e nella webserie Sayam 13 chuamong. In aggiunta ad altri ruoli televisivi, nel 2018 è uno dei concorrenti del reality show cinese Tài yǒumíng - Thai Famous, alla sua terza edizione, sempre a fianco a Peak.
Sempre nel 2018 è nel cast del film cinese Cross-Dimension Love, prodotto in esclusiva per la piattaforma streaming iQiyi, insieme al collega di lunga data Pawat Chittsawangdee (Ohm).
Frequenta attualmente la scuola Udonpittayanukoon a Udon Thani.
Ha cantato alcune canzoni per la colonna sonora di "Make It Right: The Series - Rak ok doen" insieme ad alcuni membri del cast della serie, usando il nome da gruppo Music Camp Project.

## Filmografia

### Cinema
- Enough, regia di Thanamin Wongsakulpach (2017)[3]
- Cross-Dimension Love, regia di Solar Woo (2018)[4]

### Televisione
- Make It Right: The Series - Rak ok doen - serie TV, 26 episodi (2016-2017)
- War of High School - Songkhram hai sakhun - serie TV, 10 episodi (2016)
- Sayam 13 chuamong - webserie, 3 episodi (2017)
- Make It Live: On The Beach - serie TV, 6 episodi (2019)

## Programmi televisivi
- Tài yǒumíng - Thai Famous (varie piattaforme web, 2018) - concorrente terza edizione[2]

## Discografia

### Singoli
- 2016 - Kwahm rak tung jet (con il cast di "Make It Right: The Series - Rak ok doen")
- 2016 - Hello

#### Music Camp Project
- 2017 - Kaup koon na (con Peemapol Panichtamrong, Pawat Chittsawangdee e Sittiwat Imerbpathom)
- 2017 - Mai yahk mee kwahm rak (con Peemapol Panichtamrong)